# 林茵纪念公园
林茵纪念公园（Forest Lawn Memorial Park），或译森林草坪纪念公园，是美国加利福尼亚州格伦代尔的一个私营墓地，是林茵纪念公园和殡仪馆公司（Forest Lawn Memorial-Parks & Mortuaries）在南加州的六个“林茵纪念公园”之一，也是最早的一个。

## 历史
它在1906年由一群旧金山商人建造。1912年，休伯特·伊顿（Hubert Eaton）和C·B·西姆斯（C.B. Sims） 与他们签订销售合同，1917年伊顿获得管理权。尽管伊顿只是接手墓地，但是他将墓地改造、引进了艺术作品而使其出名的，因而被视为真正的创始人。他去世后墓地由其侄子和后代继续管理。
墓地早期存在种族歧视，不接纳黑人、犹太人和中国人。

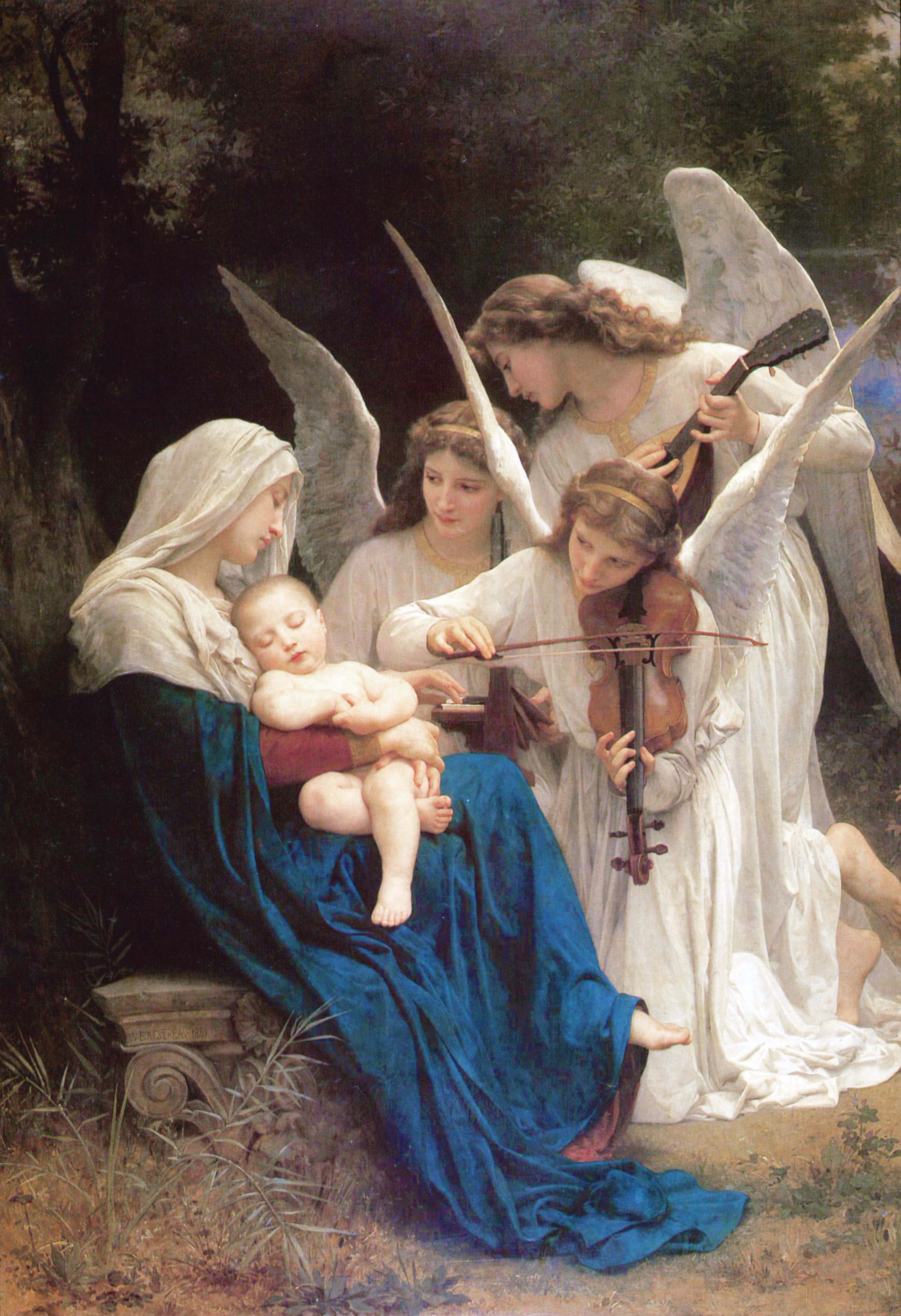
威廉·布格罗《天使之歌》 ，1881，收藏于林茵博物馆

林茵博物馆（Forest Lawn Museum）于1952年开放。